# Association des conférences épiscopales membres d'Afrique de l'Est
L’Association des conférences épiscopales membres d’Afrique de l’Est (en anglais : Association of Member Episcopal Conferences in Eastern Africa, abrégé AMECEA) est une structure de l’Église catholique qui regroupe les représentants de la hiérarchie catholique de onze États d’Afrique de l’Est, :
- les membres de sept conférences épiscopales :
  - la Conférence des évêques catholiques d’Éthiopie pour l’Éthiopie,
  - la Conférence des évêques catholiques du Kenya pour le Kenya,
  - la Conférence épiscopale du Malawi pour le Malawi,
  - la Conférence épiscopale d’Ouganda pour l’Ouganda,
  - la Conférence des évêques catholiques du Soudan et du Soudan du Sud pour le Soudan et le Soudan du Sud,
  - la Conférence épiscopale de Tanzanie pour la Tanzanie,
  - la Conférence des évêques catholiques de Zambie pour la Zambie ;
- les membres du diocèse de Djibouti pour Djibouti (en membre affilié) ;
- les membres du Conseil de l’Église d’Érythrée pour l’Érythrée ;
- les membres du diocèse de Mogadiscio pour la Somalie (en membre affilié).

Elle est l’une des « régions » du Symposium des conférences épiscopales d’Afrique et de Madagascar, (SECAM-SCEAM). Son président est après 2018 Charles Joseph Sampa Kasonde (it).

## Membres

### Assemblée plénière
La conférence est constituée :
- les membres des conférences épiscopales ;
- les membres des conférences épiscopales affiliées ;
- les évêques des diocèses affiliés ;
- les cardinaux de tous les pays représentés ;
- les représentants papaux dans les pays des conférences épiscopales membres, en tant qu’observateurs.

L’assemblée se réunit normalement tous les quatre ans.

### Président
Le président de la conférence en 2023 est Charles Joseph Sampa Kasonde (it), évêque de Solwezi (it), depuis le 21 juillet 2018, devenu également en cours de mandat vice-président de la Conférence des évêques catholiques de Zambie.
Il y a précédemment eu :
- Laurean Rugambwa, archevêque de Dar es Salam et cardinal, de 1970 à 1974 ;
- James Odongo (simple), évêque de Tororo, de 1974 à 1979 ;
- Medardo Joseph Mazombwe, évêque de Chipata (en), de 1979 à 1986 ;
- Dennis Harold De Jong (de), évêque de Ndola (en), de 1986 à 1989 ;
- Nicodemus Kirima (fi), évêque puis archevêque de Nyeri, de 1989 à 1997 ;
- Josaphat Louis Lebulu (fi), évêque de Same (it), de 1997 à juillet 2008 ;
- Tarcisius Gervazio Ziyaye, archevêque de Blantyre puis de Lilongwe, de juillet 2008 au 24 juillet 2014 ;
- Berhaneyesus Demerew Souraphiel, archéparque d’Addis-Abeba et de fait primat de l’Église catholique éthiopienne, du 24 juillet 2014 au 21 juillet 2018.

### Vice-présidents
Le vice-président de la conférence en 2023 est Thomas Luke Msusa, archevêque de Blantyre, depuis le 25 septembre 2014.

### Secrétaire général
Le secrétaire général de la conférence en 2023 est le frère Anthony Makunde, depuis le 21 juillet 2018.

## Historique
L’organisation est issue d’une proposition de la Conférence des évêques du Tanganyika (devenue Conférence épiscopale de Tanzanie) de collaborer avec les autres ordinaires d’Afrique de l’Est. Le délégué apostolique Guido Del Mestri défend l’idée au Saint-Siège.
La première réunion a lieu à Dar es Salam au Tanganyika du 17 au 26 juillet 1961. Elle crée le Conseil épiscopal inter-régional en Afrique de l’Est (Inter-Regional Episcopal Board in Eastern Africa, ITEBEA), et choisit comme président Adam Kozłowiecki.
Les réunions suivantes ont lieu :
- la deuxième en 1964 à Rome en Italie ;
- la troisième en 1967 à Nairobi au Kenya ;
- la quatrième en 1970 à Lusaka en Zambie, un an après la création du Symposium des conférences épiscopales d’Afrique et de Madagascar (SCEAM ou SECAM) ;
- la cinquième en 1973 à Nairobi à nouveau ;
- la sixième en 1976 à Nairobi encore ;
- la septième en 1979 à Zomba au Malawi ;
- la huitième en 1982 à Nairobi ;
- la neuvième en 1986 à Moshi en Tanzanie ;
- la dixième en 1989 à Kampala en Ouganda ;
- la onzième en 1992 à Lusaka à nouveau ;
- la douzième en 1996 à Mangochi au Malawi ;
- la treizième en 1999 à Nairobi ;
- la quatorzième en 2002 à Dar es Salam, maintenant en Tanzanie ;
- la quinzième en 2005 à Mukono en Ouganda ;
- la seizième en 2008 à Lusaka ;
- la dix-septième en 2011 à Nairobi ;
- la dix-huitième en 2014 à Lilongwe au Malawi ;
- la dix-neuvième en 2018 à Addis Ababa en Éthiopie ;
- la vingtième en 2022 à Dar es Salam encore.